# Renaldo Jongebloet
Renaldo Jongebloet (Amsterdam, 16 januari 1989) is een Nederlands voetballer die als aanvaller speelt. Hij speelde onder andere voor FC Dordrecht en FC Emmen.

## Clubcarrière

### Ajax (eerste periode)
Jongebloet kwam in zijn jeugd uit voor DCG uit Amsterdam. Op zijn twaalfde werd hij gescout en aangetrokken door Haarlem, waar hij na 2 seizoenen overgeplaatst werd naar de jeugdopleiding van Ajax, die destijds een samenwerkingsverband hadden met de club uit Haarlem. Na een succesvol laatste seizoen als A-junior, tekende hij in 2008 een 2-jarig contract bij Ajax. Een selectie plek bij het eerste elftal is er nooit van gekomen.

### Verhuur aan Haarlem
Na een onsuccesvolle eerste seizoenshelft in het 2e team van Ajax, werd hij in de winterstop uitgeleend aan Haarlem. Voor deze club maakte hij zijn debuut in de Eerste divisie en speelde hij in totaal 15 wedstrijden.

### FC Dordrecht
Nadat zijn contract bij Ajax in de zomer van 2010 afliep, besloot Jongebloet een jaar op amateurbasis uit te komen voor FC Dordrecht. Na zijn eerste seizoen, waar hij in 19 wedstrijden in totaal 5 doelpunten maakte, besloot FC Dordrecht hem een contract van één jaar aan te bieden, met een optie voor nog één seizoen.

### FC Emmen
Op 31 januari 2012 werd bekendgemaakt dat Jongebloet het seizoen afmaakt bij FC Emmen. De Drentse club huurt hem van Dordrecht tot het einde van het seizoen.

## Statistieken
| Seizoen | Club             | Land      | Competitie     | Wed. | Goals |
| ------- | ---------------- | --------- | -------------- | ---- | ----- |
| 2008/09 | Ajax             | Nederland | Eredivisie     | 0    | 0     |
| 2008/09 | →Haarlem (huur)  | Nederland | Eerste divisie | 15   | 0     |
| 2009/10 | Ajax             | Nederland | Eredivisie     | 0    | 0     |
| 2010/11 | FC Dordrecht     | Nederland | Eerste divisie | 19   | 5     |
| 2011/12 | FC Dordrecht     | Nederland | Eerste divisie | 0    | 0     |
| 2011/12 | →FC Emmen (huur) | Nederland | Eerste divisie | 0    | 0     |
| Totaal  | Totaal           | Totaal    | Totaal         | 34   | 5     |